# Mate Šimundić
Mate Šimundić, hrvaško-slovenski univerzitetni profesor, jezikoslovec in onomastik, * 6. november 1928, Lovreć pri Imotskem, Hrvaška, † 27. julij 1998, Radenci, Slovenija.

## Življenje in delo
Po končanem osnovnošolskem izobraževanju, se je leta 1941 vpisal na frančiškansko gimnazijo v Širokem Brijegu v Bosni in Hercegovini, po selitvi družine zaradi vojne v Vrpolje pa je šolanje nadaljeval v Slavonskem Brodu in Osijeku, kjer je leta 1949 maturiral. Šolanje je nadaljeval na Filozofski fakulteti Univerze v Zagrebu, kjer je leta 1953 tudi diplomiral in leta  1965 doktoriral s temo »Govor Imotske krajine in Bekije«.
Po odsluženem vojaškem roku se je sprva zaposlil v rodnem Lovreću, nato v Đakovu in v obdobju od 1960 do 1966 na Klasični gimnaziji v Splitu.
Od leta 1966 naprej je bil dolgoletni profesor za hrvaški in srbski jezik na Pedagoški fakulteti v Mariboru. Poznan je tudi kot prevajalec mnogih slovenskih literarnih del v hrvaščino.
Umrl je leta 1998 v Radencih, kjer je bil na rehabilitaciji po operaciji srca.